# 試吃
試吃，是食品商人的宣傳推銷所發展出來的飲食文化，大部分是處於大型賣場或百貨公司等的食品區，屬於競爭力較高的大量選擇時對顧客的一種吸引手段。試吃大部分都是處於貨架旁邊的小攤位，所以顾客若對試吃滿意的话可以自取商品购买。試吃的種類也有很多種，如湯品、肉鬆、地方特有食品。試吃通常以非常少量而且對次數也有限制，但是也有例外。